# Xarxa ad hoc
Una xarxa ad hoc en informàtica i telemàtica, és un tipus de xarxa temporànea o ad hoc, sense infraestructures materials fixes, que es constitueix espontàniament per a realitzar una comunicació entre equips client-servidor.
L'aplicació més coneguda és la manera de connectar-se entre dos equips mòbils. Un dels avantatges principals d'una xarxa ad hoc és la seva continuïtat: quan un equip de transmissió intermediari és fora de servei, la informació «cerca» un camí alternatiu. És una flexibilitat característica de xarxes electròniques, que xarxes més tradicionals com les canonades o els gasoductes no tenen. Un dels protocols més rellevant és l'AODV o AdHoc Ondemand Distance Vector.
Contràriament a l'anglès, en català xarxa ad hoc s'escriu sense guionet.